# Diocèse de Caacupé
Le diocèse de Caacupé (en latin : Dioecesis Caacupensis) ; en espagnol : Diócesis de Caacupé) est un diocèse de l'Église catholique du Paraguay suffragant de l'archidiocèse d'Asuncion.

## Territoire

Diocèse de Caacupé en rouge

Il comprend le département Cordillera ce qui correspond a un territoire d'une superficie de 4 948 km divisé en 22 paroisses. Le siège épiscopal est dans la ville de Caacupé où se trouve la cathédrale-basilique Notre-Dame-des-Miracles de Caacupé qui garde la statue de Notre-Dame-des-Miracles, patronne du Paraguay.

## Histoire
La prélature territoriale de Caacupé est érigé le 2 août 1960 par la constitution apostolique Qui aeque ac Sanctus Petrus du pape Jean XXIII en prenant sur le territoire de l'archidiocèse d'Asuncion et du diocèse de Concepción en Paraguay. Le 29 mars 1967 la prélature est élevée au rang de diocèse par la bolla Rerum catholicarum du pape Paul VI.

## Évêques
- Ismael Blas Rolón Silvero, S.D.B (2 août 1960 - 16 juin 1970) nommé archevêque d'Asunción
- Demetrio Ignacio Aquino Aquino (12 juin 1971 - 1er novembre 1994)
- Catalino Claudio Giménez Medina, I.Sc (3 juin 1995 - 29 juin 2017)
- Ricardo Jorge Valenzuela Ríos (29 juin 2017 - )